# So Far, So Good… So What!
So Far, So Good… So What! je třetí studiové album americké thrashmetalové skupiny Megadeth. Vydalo jej dne 19. ledna 1988 hudební vydavatelství Capitol Records a jeho producentem byl Paul Lani, kterého později vyměnil Michael Wagner s frontmanem skupiny Davem Mustainem. Je to první album kapely, na kterém se změnila sestava. Bubeník Gar Samuelson a kytarista Chris Poland, které Dave Mustaine vyhodil kvůli Samuelsonově závlstlosti na drogách, jelikož ho už nezvládali. Poland ale chtěl Samuelsona dál v kapele, tak přemluvil Mustaina, aby ho v kapele nechal. To vydrželo pouze pár koncertů a Mustaine oba vyhodil. Na bicí Samuelsona nahradil Chuck Behler, což byl Samuelsonův technik. Na kytaru místo Polanda hrál Jeff Young, který byl učitel na kytaru jednoho z konkurzujících hudebníků Megadeth, po vyhazovu Polanda. Původní verze alba obsahuje celkem sedm autorských skladeb a jednu coververzi. Jde o píseň „Anarchy in the U.K.“ od skupiny Sex Pistols, v níž hraje jeden z jejích členů, Steve Jones, na kytaru. V žebříčku UK Albums Chart se album umístilo na osmnácté příčce; v Billboard 200 na osmadvacáté.

## Seznam skladeb
| Pořadí | Název                                   | Autor                                               | Délka |
| ------ | --------------------------------------- | --------------------------------------------------- | ----- |
| 1.     | Into the Lungs of Hell (instrumentální) | Dave Mustaine                                       | 3:29  |
| 2.     | Set the World Afire                     | Mustaine                                            | 5:48  |
| 3.     | Anarchy in the U.K.                     | Johnny Rotten, Steve Jones, Glen Matlock, Paul Cook | 3:00  |
| 4.     | Mary Jane                               | Mustaine, David Ellefson                            | 4:25  |
| 5.     | 502                                     | Mustaine                                            | 3:28  |
| 6.     | In My Darkest Hour                      | Mustaine, Ellefson                                  | 6:16  |
| 7.     | Liar                                    | Mustaine, Ellefson                                  | 3:20  |
| 8.     | Hook in Mouth                           | Mustaine, Ellefson                                  | 4:40  |

## Obsazení
Megadeth
- Dave Mustaine – zpěv, kytara
- Jeff Young – kytara
- David Ellefson – baskytara, doprovodné vokály
- Chuck Behler – bicí, perkuse

Ostatní
- Steve Jones – kytarové sólo v „Anarchy in the U.K.“